# Palliduphantes
Palliduphantes is een geslacht van spinnen uit de familie hangmatspinnen (Linyphiidae).

## Soorten
De volgende soorten zijn bij het geslacht ingedeeld:
- Palliduphantes altus (Tanasevitch, 1986)
- Palliduphantes alutacius (Simon, 1884)
- Palliduphantes angustiformis (Simon, 1884)
- Palliduphantes antroniensis (Schenkel, 1933)
- Palliduphantes arenicola (Denis, 1964)
- Palliduphantes bayrami Demir, Topçu & Seyyar, 2008
- Palliduphantes bolivari (Fage, 1931)
- Palliduphantes brignolii (Kratochvíl, 1978)
- Palliduphantes byzantinus (Fage, 1931)
- Palliduphantes cadiziensis (Wunderlich, 1980)
- Palliduphantes carusoi (Brignoli, 1979)
- Palliduphantes cebennicus (Simon, 1929)
- Palliduphantes ceretanus (Denis, 1962)
- Palliduphantes cernuus (Simon, 1884)
- Palliduphantes chenini Bosmans, 2003
- Palliduphantes conradini (Brignoli, 1971)
- Palliduphantes cortesi Ribera & De Mas, 2003
- Palliduphantes culicinus (Simon, 1884)
- Palliduphantes dentatidens (Simon, 1929)
- Palliduphantes epaminondae (Brignoli, 1979)
- Palliduphantes ericaeus (Blackwall, 1853)
- Palliduphantes fagicola (Simon, 1929)
- Palliduphantes florentinus (Caporiacco, 1947)
- Palliduphantes gypsi Ribera & De Mas, 2003
- Palliduphantes insignis (O. P.-Cambridge, 1913)
- Palliduphantes intirmus (Tanasevitch, 1987)
- Palliduphantes istrianus (Kulczyński, 1914)
- Palliduphantes kalaensis (Bosmans, 1985)
- Palliduphantes khobarum (Charitonov, 1947)
- Palliduphantes labilis (Simon, 1913)
- Palliduphantes liguricus (Simon, 1929)
- Palliduphantes longiscapus (Wunderlich, 1987)
- Palliduphantes longiseta (Simon, 1884)
- Palliduphantes lorifer (Simon, 1907)
- Palliduphantes malickyi (Wunderlich, 1980)
- Palliduphantes margaritae (Denis, 1934)
- Palliduphantes melitensis (Bosmans, 1994)
- Palliduphantes milleri (Starega, 1972)
- Palliduphantes minimus (Deeleman-Reinhold, 1985)
- Palliduphantes montanus (Kulczyński, 1898)
- Palliduphantes oredonensis (Denis, 1950)
- Palliduphantes pallidus (O. P.-Cambridge, 1871)
- Palliduphantes palmensis (Wunderlich, 1992)
- Palliduphantes pillichi (Kulczyński, 1915)
- Palliduphantes rubens (Wunderlich, 1987)
- Palliduphantes salfii (Dresco, 1949)
- Palliduphantes sanctivincenti (Simon, 1872)
- Palliduphantes sbordonii (Brignoli, 1970)
- Palliduphantes schmitzi (Kulczyński, 1899)
- Palliduphantes solivagus (Tanasevitch, 1986)
- Palliduphantes spelaeorum (Kulczyński, 1914)
- Palliduphantes stygius (Simon, 1884)
- Palliduphantes tenerifensis (Wunderlich, 1992)
- Palliduphantes theosophicus (Tanasevitch, 1987)
- Palliduphantes tricuspis Bosmans, 2006
- Palliduphantes trnovensis (Drensky, 1931)
- Palliduphantes yakourensis Bosmans, 2006